# Union St. Pölten
Die Sportunion St. Pölten ist ein österreichischer Sportverein, dessen Handballabteilung in der WHA Meisterliga, der höchsten Handballliga Österreichs, spielt.
Der Verein wurde am 4. Oktober 1945 gegründet, dabei bildete die Handballabteilung den Grundstock des Vereines. Insgesamt besteht der Verein aus 12 Abteilungen mit etwa 3000 Mitgliedern, damit ist er der größte Sportverein Niederösterreichs. Die Abteilung gliedern sich in Leistungssport, Breitensport, Gesundheitssport und Kindersport. Der Leistungssport gliedert sich unter anderem in Handball, Volleyball, Leichtathletik und Kunstturnen.

## Handball

### Männer
Den ersten Landesmeistertitel im Handball konnte die Männermannschaft im Jahr 1949 unter der Sektionsleitung von Sepp Stachelberger sen. gewinnen. 1981/82 wurde man erstmals niederösterreichischer Landesmeister unter Sektionsleiter Helmut Kocevar. In der Saison 1983/84 stieg man unter Trainer Manfred Goll in die Staatsliga B, die damalige zweithöchste Spielklasse Österreichs, auf. Zwei Jahre später, zur Saison 1986/87, musste man bereits wieder absteigen. Daraufhin konnte man István Szilágyi als Cheftrainer gewinnen, der gemeinsam mit der Mannschaft den unmittelbaren Aufstieg in die Staatsliga B schaffte.
Zur Saison 1992/93 spielte man in der höchsten österreichischen Spielklasse, der Staatsliga A, stieg jedoch nach nur einer Saison wieder ab. 1994/95 Schaffte man erneut den Wiederaufstieg in jene Liga. Nach einer starken Saison 1998/99, bei der man den fünften Platz der Playoffs in der Handball Liga Austria erreichen konnte. Nach dem freiwilligen Abstieg spielte der Verein fast zehn Jahre in der Landesliga. In der Saison 2007/08 gelang endlich der langersehnte Aufstieg. Mit einer souveränen Leistung entschied die Mannschaft die Regionalliga für sich und stieg in die österreichische Bundesliga auf. In den letzten drei Spielzeiten hat sich die Mannschaft kontinuierlich entwickelt und spielte bereits zwei Mal im Play-off um den Aufstieg in die Handball Liga Austria.
In der Saison 2013/14 schaffte die Männermannschaft den Aufstieg in die Handball Liga Austria, indem sie im Finale der Handball Bundesliga Austria medalp Handball Tirol besiegte. Um für die Saison 2014/15 in der höchsten Liga Österreichs gerüstet zu sein, holte man mit András Nagy und Christoph Svoboda zwei weitere Spieler mit HLA Erfahrung und zog für die Heimspiele von der Prandtauerhalle in das Sportzentrum Niederösterreich das rund 1000 Zusehern Platz bieten soll. In der ersten Saison konnte der Klassenerhalt nicht erreicht werden, daher nehmen die Niederösterreicher 2015/16 wieder an der Handball Bundesliga Austria teil.
Bekannte ehemalige Spieler
- Wolfgang Filzwieser
- Viktor Szilágyi
- Werner Lint
- Markus Wagesreiter
- Klaus Stachelberger
- Andreas Stachelberger
- Ibish Thaqi
- Damir Djukic
- Eric Damböck

### Frauen

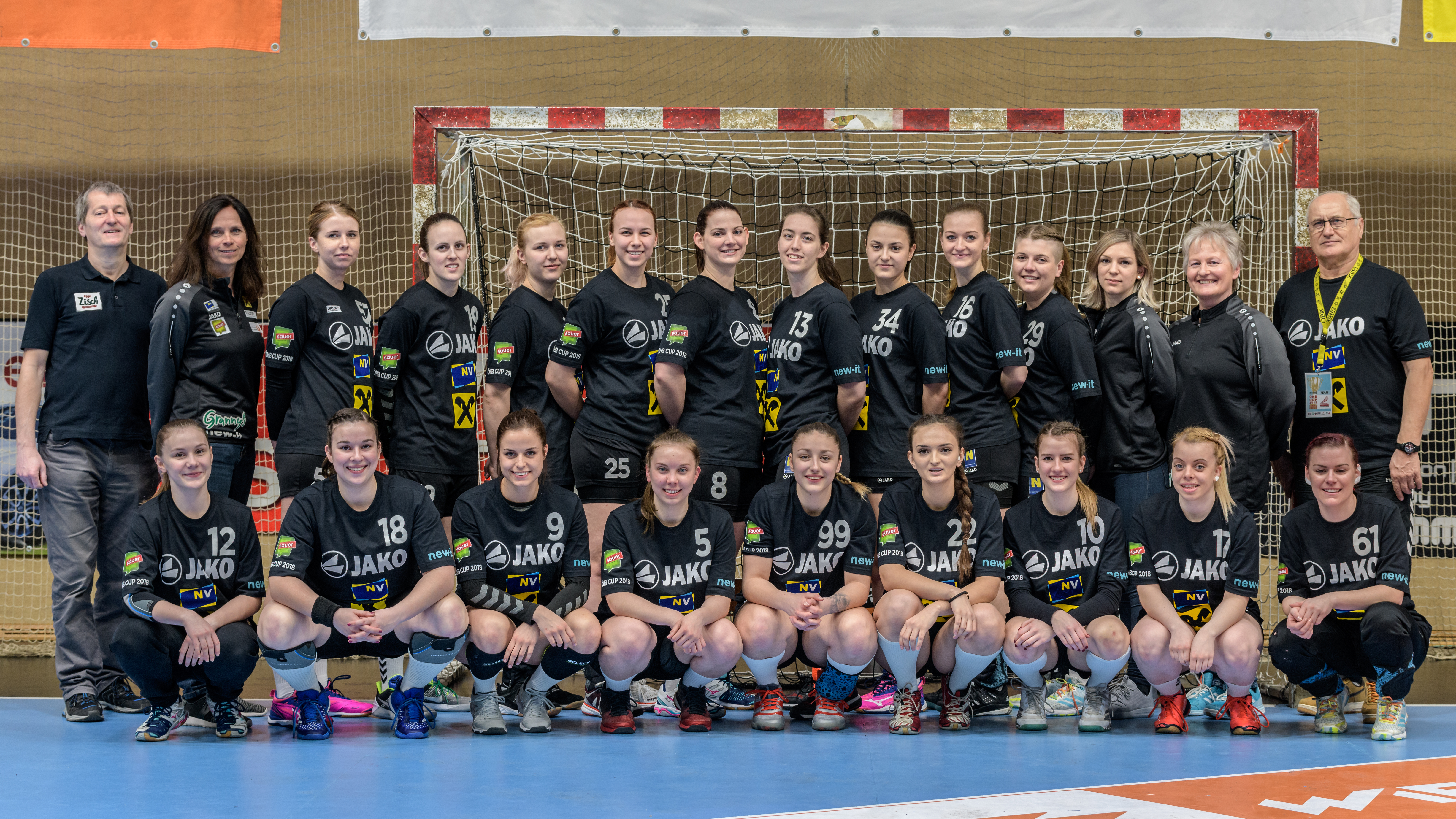
Frauenteam 2018

Die Handball-Frauenmannschaft der Sportunion St. Pölten spielt seit der Saison 2023/24 in der höchsten Liga Österreichs, der WHA Meisterliga. Zuvor spielte das Team ab der Saison 2015/16 bis zur Saison 2918/19 in der höchsten österreichischen Frauenhandballliga und erreichte im Rahmen des ÖHB-Cups 2017/18 mit einem zweiten Platz im Finale gegen den UHC Stockerau seinen bis dato größten Erfolg.

## Volleyball
Der Verein führt auch eine Volleyballabteilung. Die Männer spielen in der 2. österreichischen Bundesliga.